# Schi acrobatic la Jocurile Olimpice de iarnă din 2014
Probele sportive de schi acrobatic la Jocurile Olimpice de iarnă din 2014 se desfășoară în perioada 6-21 februarie 2014 la Parcul extrem Rosa Hutor aflat în Krasnaia Poliana, Rusia (lângă orașul Soci). În aprilie 2011, Comitetul Internațional Olimpic a aprobat adăugarea probelor de „half-pipe” atât masculin cât și feminin. În iulie 2011, și „slopestyle” a fost adăugat în program, la ambele sexe. Așadar, la ediția din 2014, disciplina de schi acrobatic are 4 probe noi.

## Calendarul competiției
Acest calendar cuprinde toate cele 10 probe de schi acrobatic.
Toate orele sunt în Ora României (UTC+2).
| Dată         | Oră   | Probă                                  |
| ------------ | ----- | -------------------------------------- |
| 6 februarie  | 16:00 | Feminin, movile – Calificare           |
| 8 februarie  | 16:00 | Feminin, movile – Calificare 2         |
| 8 februarie  | 20:00 | Feminin, movile – Finală               |
| 10 februarie | 16:00 | Masculin, movile – Calificare          |
| 10 februarie | 20:00 | Masculin, movile – Finală              |
| 11 februarie | 08:00 | Feminin, schi slopestyle – Calificare  |
| 11 februarie | 11:00 | Feminin, schi slopestyle – Finală      |
| 13 februarie | 08:15 | Masculin, schi slopestyle – Calificare |
| 13 februarie | 11:30 | Masculin, schi slopestyle – Finală     |
| 14 februarie | 15:45 | Feminin, sărituri – Calificare         |
| 14 februarie | 19:30 | Feminin, sărituri – Finală             |
| 17 februarie | 15:45 | Masculin, sărituri – Calificare        |
| 17 februarie | 19:30 | Masculin, sărituri – Finală            |
| 18 februarie | 15:45 | Masculin, schi half-pipe – Calificare  |
| 18 februarie | 19:30 | Masculin, schi half-pipe – Finală      |
| 20 februarie | 09:45 | Masculin, schi cross – Calificare      |
| 20 februarie | 11:30 | Masculin, schi cross – Finală          |
| 20 februarie | 16:30 | Feminin, schi half-pipe – Calificare   |
| 20 februarie | 19:30 | Feminin, schi half-pipe – Finală       |
| 21 februarie | 09:45 | Feminin, schi cross – Calificare       |
| 21 februarie | 11:30 | Feminin, schi cross – Calificare       |

## Sumar medalii

### Clasament pe țări
| Loc   | Țară                             | Aur | Argint | Bronz | Total |
| ----- | -------------------------------- | --- | ------ | ----- | ----- |
| 1     | Canada (CAN)                     | 4   | 4      | 1     | 9     |
| 2     | Statele Unite ale Americii (USA) | 3   | 2      | 2     | 7     |
| 3     | Belarus (BLR)                    | 2   | 0      | 0     | 2     |
| 4     | Franța (FRA)                     | 1   | 2      | 2     | 5     |
| 5     | Australia (AUS)                  | 0   | 1      | 1     | 2     |
| 5     | China (CHN)                      | 0   | 1      | 1     | 2     |
| 7     | Japonia (JPN)                    | 0   | 0      | 1     | 1     |
| 7     | Rusia (RUS)                      | 0   | 0      | 1     | 1     |
| 7     | Suedia (SWE)                     | 0   | 0      | 1     | 1     |
| Total | Total                            | 10  | 10     | 10    | 30    |

### Masculin
| Probă sportivă  | Aur                                                 | Aur                                  | Argint                                           | Argint                          | Bronz                                           | Bronz                         |
| Sărituri        | Anton Kușnir · Belarus (BLR)                        | 134.50                               | David Morris · Australia (AUS)                   | 110.41                          | Jia Zongyang · China (CHN)                      | 95.06                         |
| Schi half-pipe  | David Wise · Statele Unite ale Americii (USA)       | 92.00                                | Mike Riddle · Canada (CAN)                       | 90.60                           | Kevin Rolland · Franța (FRA)                    | 88.60                         |
| Movile          | Alexandre Bilodeau · Canada (CAN)                   | 26.31                                | Mikaël Kingsbury · Canada (CAN)                  | 24.71                           | Aleksandr Smișliaev · Rusia (RUS)               | 24.34                         |
| Schi slopestyle | Joss Christensen · Statele Unite ale Americii (USA) | 95.80                                | Gus Kenworthy · Statele Unite ale Americii (USA) | 93.60                           | Nick Goepper · Statele Unite ale Americii (USA) | 92.40                         |
| Schi cross      | Jean-Frédéric Chapuis · Franța (FRA)                | Jean-Frédéric Chapuis · Franța (FRA) | Arnaud Bovolenta · Franța (FRA)                  | Arnaud Bovolenta · Franța (FRA) | Jonathan Midol · Franța (FRA)                   | Jonathan Midol · Franța (FRA) |

### Feminin
| Probă sportivă  | Aur                                              | Aur                              | Argint                                         | Argint                      | Bronz                                             | Bronz                        |
| Sărituri        | Alla Tsuper · Belarus (BLR)                      | 98.01                            | Xu Mengtao · China (CHN)                       | 83.50                       | Lydia Lassila · Australia (AUS)                   | 72.12                        |
| Schi half-pipe  | Maddie Bowman · Statele Unite ale Americii (USA) | 89.00                            | Marie Martinod · Franța (FRA)                  | 85.40                       | Ayana Onozuka · Japonia (JPN)                     | 83.20                        |
| Movile          | Justine Dufour-Lapointe · Canada (CAN)           | 22,44                            | Chloé Dufour-Lapointe · Canada (CAN)           | 21,66                       | Hannah Kearney · Statele Unite ale Americii (USA) | 21,49                        |
| Schi slopestyle | Dara Howell · Canada (CAN)                       | 94.20                            | Devin Logan · Statele Unite ale Americii (USA) | 85.40                       | Kim Lamarre · Canada (CAN)                        | 85.00                        |
| Schi cross      | Marielle Thompson · Canada (CAN)                 | Marielle Thompson · Canada (CAN) | Kelsey Serwa · Canada (CAN)                    | Kelsey Serwa · Canada (CAN) | Anna Holmlund · Suedia (SWE)                      | Anna Holmlund · Suedia (SWE) |

## Țări participante
277 de sportivi din 30 de țări participă la probele sportive din cadrul disciplinei schi acrobatic, cu numărul de sportivi ai delegației în paranteze. Trei țări, Brazilia, Chile și Insulele Virgine Britanice își fac debutul la JO de iarnă, doar prin acest sport.
| - Australia (21) - Austria (11) - Belarus (7) - Belgia (7) - Brazilia (1) - Canada (26) - Chile (2) - China (9) - Cehia (6) - Elveția (24) | - Coreea de Sud (5) - Finlanda (9) - Franța (21) - Germania (10) - Marea Britanie (6) - Italia (4) - Insulele Virgine Britanice (1) - Japonia (10) - Kazahstan (8) - Noua Zeelandă (8) | - Norvegia (11) - Paraguay (1) - Polonia (1) - Rusia (26) - Slovacia (2) - Slovenia (1) - Spania (1) - Suedia (11) - Statele Unite ale Americii (26) - Ucraina (7) |

### Calificare
Un număr de maxim 282 de locuri a fost disponibil pentru calificările la această disciplină. Un Comitet Olimpic Național a putut trimite o delegație de maxim 26 de sportivi, cu un maxim de 14 bărbați sau 14 femei. Cele cinci tipuri de probe au un număr diferit de locuri alocate.